# Бердалиев, Туганбай
Туганбай Бердалиев (1928 год, аул Каракунгур, Киргизская АССР, РСФСР, СССР — дата и место смерти не известны) — колхозник, чабан, Герой Социалистического Труда (1966).

## Биография
Родился в 1928 году в ауле Каракунгур (сегодня — Южно-Казахстанской области, Казахстан). Происходит из подрода мангытай рода котенши племени конырат. В 1945 году вступил в колхоз «Тимурский» Кзылкумского района Чимкентской области. Работал помощником чабана. В 1958 году был назначен старшим чабаном.
В 1963 году бригада, которой руководил Тугамбай Бердалиев, получила по 173 ягнёнка от 100 овцематок, в 1964 году — по 218 ягнят и в 1965 году — по 205 ягнят. За эти достижения был удостоен в 1966 году звания Героя Социалистического Труда.

## Награды
- Герой Социалистического Труда — указом Президиума Верховного Совета СССР от 22 марта 1966 года;
- Орден Ленина (1966).